# Амрейн, Том
Том А́мрейн (англ. Tom Amrhein; 1911, Балтимор, США — дата смерти неизвестна) — американский футболист, полузащитник, игрок сборной США, участник чемпионата мира 1934 года.

## Карьера

### Клубная
Том Амрейн выступал за клуб «Балтимор» Американской футбольной лиги в течение 13 сезонов. За это время команда сменила несколько названий, а с 1942 года стала называться «Балтимор Американс». В 1940 году клуб стал обладателем Открытого кубка США совместно с командой «Чикаго Спарта», так как оба матча кубкового финала завершились вничью.
Включен в Зал славы футбола штата Мэриленд в 1981 году.

### В сборной
Том Амрейн был приглашён в сборную накануне чемпионата мира 1934, однако не сыграл ни в отборочных матчах, ни на самом турнире, где команде США было суждено провести лишь одну встречу.